# Florian Siwicki
Florian Siwicki (Luc'k, 10 gennaio 1925 – Varsavia, 11 marzo 2013) è stato un generale, politico e diplomatico polacco, fu un eroe di guerra polacco durante la Seconda guerra mondiale e in seguito divenne Generale d'armata dell'Esercito popolare polacco.

## Biografia
Siwicki nacque a Luc'k nella Polonia dell'Est nel 1925, da una famiglia della classe media di origini contadine che lavorava nel servizio civile. Entrò nel Partito dei Lavoratori Polacchi nel 1942 e l'anno seguente entrò nella Gwardia Ludowa come fucilieri e mortaista. Fu anche agente del NKVD e operò al di la delle linee tedesche per organizzare dei plotoni di mortai e anticarro accanto alla Gwardia Ludowa.Nel 1944 entrò nell'Armia Ludowa e fu inviato in Unione Sovietica per addestrarsi. Partecipò alle offensive sovietiche sul fronte orientale come soldato nell'Armia Ludowa, nei primi mesi del 1945 dopo cinque mesi di addestramento in Unione Sovietica fu commissionato come tenente nel nuovo Esercito popolare polacco e comandò dei plotoni e compagnie di fanteria nell'Offensiva della Pomerania dell'Est e nell'Offensiva di Praga. Dopo la guerra continuò la sua carriera militare come ufficiale di fanteria accanto a quella politica militando nel Partito Operaio Unificato Polacco, continuò anche ad essere un agente del NKVD. Divenne un "ufficiale politico" all'interno dell'esercito polacco, e scalò i vertici sia dell'esercito che del partito. Ciò nonostante, non fu mai vicino alla fazione stalinista del partito comunista polacco, anche se continuò a portare avanti gli ordini sia dell'esercito che del partito. Dal 1951 al 1953 supervisionò un corso di comando e di stato maggiore per delle brigate e dei comandi di divisione dall'Accademia militare Frunze in Unione Sovietica, e fu in seguito promosso a Tenente colonnello e posto al comando di un battaglione di fanteria all'interno del distretto del Patto di Varsavia fino al 1957. Fu promosso a Colonnello nel 1957 e a Brigadiere nel 1960. Dal 1956 al 1959 fu al comando dell'intelligence militare e di una divisione di polizia nel distretto del Patto di Varsavia. Nel corso della sua carriera detenne diversi posti di alta importanza, incluso il ruolo di Attaché militare in Cina dal 1959 al 1961, comandante di una brigata meccanizzata indipendente nel distretto militare silesiano dal 1961 al 1963, fu comandante dell'8ª divisione di fanteria motorizzata e meccanizzata dal 1963 al 1967, comandante della 2ª armata polacca dal 1967 al 1972 durante l'invasione della Cecoslovacchia nel 1968, fu capo dello stato maggiore generale dell'Esercito popolare polacco dal 1973 al 1983 e fu anche ministro degli affari militari nei governi di Wojciech Jaruzelski, Zbigniew Messner e di Tadeusz Mazowiecki. Nel 1972 divenne un candidato nel politburo del Partito Operaio Unificato Polacco, e nel 1980 divenne membro pieno del politburo. Dopo il ritiro di Jaruzelski a ministro della difesa nazionale Siwicki fu nominato a succedergli, servendo anche nel consiglio di difesa come vice di Jaruzelski. Nell'ottobre del 1983, fu decorato con l'Ordine della Croce di Grunwald di I Classe. Come membro partecipante dell'imposizione della Legge marziale in Polonia nel 1981, dopo la caduta del comunismo nel 1989 Siwicki fu costretto a ritirarsi nel luglio del 1990.